# Kosei Akaishi
Kosei Akaishi (赤石 光生 (Akaishi Kōsei?); 26 febbraio 1965) è un ex lottatore giapponese, specializzato nella lotta libera.

## Palmarès

### Olimpiadi
- 2 medaglie:
  - 1 argento (Los Angeles 1984 nei pesi gallo)
  - 1 bronzo (Barcellona 1992 nei pesi leggeri)